# Покора Надія Романівна
Наді́я Рома́нівна Поко́ра (* 25 березня 1974, Львів) — українська самбістка. Чемпіонка Європи (2002), бронзова призерка чемпіонату світу (1998), багаторазова призерка чемпіонатів світу та Європи; 9-разова чемпіонка України (станом на 2004 рік). Майстер спорту міжнародного класу.
Дочка футболіста і футбольного тренера Романа Покори.